# World Series of Poker 2002
De World Series of Poker 2002 werd gehouden in de Binion's Horseshoe in Las Vegas van 19 april t/m 28 mei. Het was de 33ste editie van de World Series of Poker, het grootste pokerevenement ter wereld.

## Toernooien
| Event                                            | Winnaar               | Prijs    | Tweede                |
| ------------------------------------------------ | --------------------- | -------- | --------------------- |
| $500 Casino Employee's Limit Hold'em             | David Warga           | $47,300  | Leon Wheeler          |
| $2,000 Limit Hold'em                             | Mike Majerus          | $407,120 | David Chiu            |
| $1,500 Omaha Hi-Lo Split                         | Perry Friedman        | $176,860 | Greg Mascio           |
| $2,000 No Limit Hold'em                          | Layne Flack           | $303,880 | Tom Jacobs            |
| $1,500 Seven Card Stud                           | Phil Ivey             | $132,000 | Toto Leonidas         |
| $1,500 Limit Omaha                               | John Cernuto          | $73,320  | Randy Holland         |
| $1,500 Seven Card Stud Hi-Lo Split               | Paul Clark            | $125,200 | Andrew Prock          |
| $1,500 Pot Limit Omaha                           | Jack Duncan           | $192,560 | Lindy Chambers        |
| $2,500 No Limit Hold'em Gold Bracelet Match Play | Johnny Chan           | $34,000  | Phil Hellmuth Jr      |
| $2,000 H.O.R.S.E.                                | John Hennigan         | $117,320 | Ben Tang              |
| $2,000 Pot Limit Hold'em                         | Jay Sipelstein        | $150,240 | Barny Boatman         |
| $2,500 Seven Card Stud                           | Dan Torla             | $115,600 | Bill Gibbs            |
| $3,000 Limit Hold'em                             | John Hom              | $174,840 | Benny Wan             |
| $1,500 Razz                                      | Billy Baxter          | $64,860  | Chico Flynn           |
| $2,500 Pot Limit Omaha                           | Jan Vang Sørensen     | $185,000 | Brent Carter          |
| $2,500 Seven Card Stud Hi-Lo                     | Phil Ivey             | $118,440 | Sirous Baghchehsaraie |
| $3,000 Pot Limit Hold'em                         | Fred Berger           | $197,400 | Chris Ferguson        |
| $1,500 Ace to Five Lowball                       | Thor Hansen           | $62,600  | Brian Nadell          |
| $1,500 No Limit Hold'em                          | Layne Flack           | $268,020 | Johnny Chan           |
| $2,500 Omaha Hi-Lo Split                         | Eddie Fishman         | $135,360 | Doug Saab             |
| $1,500 Pot Limit Hold'em                         | John McIntosh         | $177,380 | Mel Weiner            |
| $5,000 Seven Card Stud                           | Qushqar Morad         | $172,960 | Steven Banks          |
| $2,000 S.H.O.E.                                  | Phil Ivey             | $107,540 | Diego Cordovez        |
| $5,000 Limit Hold'em                             | Jennifer Harman       | $221,440 | Brian Green           |
| $1,500 Limit Hold'em Shootout                    | Joel Chaseman         | $96,400  | Gene Timberlake       |
| $1,000 Ladies' Championship                      | Catherine Brown       | $39,880  | Marie Sohn            |
| $5,000 Pot Limit Omaha                           | Robert Williamson III | $201,160 | Patrick Bruel         |
| $1,500 Limit Hold'em                             | Meng La               | $190,920 | Steve Kaufman         |
| $5,000 Omaha Hi-Lo Split                         | Mike Matusow          | $148,520 | Daniel Negreanu       |
| $3,000 No Limit Hold'em                          | Randal Heeb           | $367,240 | Sherman Burry         |
| $2,000 1/2 Hold'em, 1/2 Stud                     | Dan Heimiller         | $108,300 | Ram Vaswani           |
| $5,000 Deuce to Seven Draw No Limit              | Allen Cunningham      | $160,200 | O'Neil Longson        |
| $1,000 Seniors' No Limit Championship            | Bill Swan             | $134,000 | Mike Sexton           |
| $1,500 Triple Draw Lowball Ace to Five           | John Juanda           | $49,620  | Paul Phillips         |

## Main Event
Het Main Event was het grootste toernooi van de WSOP van 2002. Het is een 10.000 dollar No-Limit Texas Hold'em toernooi. De winnaar van dit toernooi wordt gezien als de officieuze wereldkampioen poker. Er deden in totaal 631 spelers mee, op dat moment het grootste pokertoernooi ooit. Dit record werd tijdens de World Series of Poker 2003 verbroken.

### Finaletafel
| Positie | Naam              | Prijs      |
| ------- | ----------------- | ---------- |
| 1       | Robert Varkonyi   | $2,000,000 |
| 2       | Julian Gardner    | $1,100,000 |
| 3       | Ralph Perry       | $550,000   |
| 4       | Scott Gray        | $281,480   |
| 5       | Harley Hall       | $195,000   |
| 6       | Russell Rosenblum | $150,000   |
| 7       | John Shipley      | $125,000   |
| 8       | Tony D            | $100,000   |
| 9       | Minh Ly           | $85,000    |

### Andere hoge posities
| Positie | Naam             | Prijs   |
| ------- | ---------------- | ------- |
| 13      | Martin de Knijff | $60,000 |
| 14      | Yoshio Nakano    | $60,000 |
| 23      | Phil Ivey        | $40,000 |
| 24      | Minh Nguyen      | $40,000 |